# Lord-lieutenant du Buckinghamshire
Ceci est une liste de personnes qui ont servi lord-lieutenant du Buckinghamshire Presque continuellement depuis que le poste a été créé par le roi Henri VIII en 1535. La seule exception à ceci était la guerre civile anglaise est l'Interrègne anglais entre 1643 et 1660 quand il n'y avait pas de roi pour soutenir la lieutenance. La liste suivante comprend tous les détenteurs connus du poste: les dossiers antérieurs (avant 1607) ont été perdus et une liste complète n'est pas possible. Depuis 1702, tous les lord lieutenants ont également été Custos Rotulorum of Buckinghamshire.

## Lords-lieutenant du Buckinghamshire
- Charles Brandon (1er duc de Suffolk) 1545
- Période inconnue 1545 – 1551
- Edward Seymour (1er duc de Somerset) 1551
- Francis Russell (2e comte de Bedford) 1552
- William Parr (1er marquis de Northampton) 1553
- Période inconnue 1553 – 1559
- Thomas Howard (4e duc de Norfolk) 1559
- Période inconnue 1559 – 1569
- Arthur Grey (14e baron Grey de Wilton) 1569
- Période inconnue 1569 – 1586
- Arthur Grey (14e baron Grey de Wilton) 12 septembre 1586 – 14 octobre 1593
- Période inconnue 1593 – 1607
- Thomas Egerton (1er vicomte Brackley) 22 décembre 1607 – 15 septembre 1616
- George Villiers (1er duc de Buckingham) 16 septembre 1616 – 23 août 1628
- Philip Herbert (4e comte de Pembroke) 28 septembre 1628 – 1641
- Robert Dormer (1er comte de Carnarvon) 2 juin 1641 – 1643 (Royaliste Lieutenant)
- William Paget (5e baron Paget) 1641 – 1642 (Parliamentarian Lieutenant)
- Philip Wharton (4e baron Wharton) 1642 (Parliamentarian Lieutenant)
- Aucun Lord Lieutenant en place pendant Première révolution anglaise est Interrègne anglais
- John Egerton (2e comte de Bridgewater) 23 juillet 1660 – 26 octobre 1686
- John Egerton (3e comte de Bridgewater) 26 novembre 1686 – 1687
- George Jeffreys (1er baron Jeffreys) 12 novembre 1687 – 1689
- John Egerton (3e comte de Bridgewater) 4 avril 1689 – 19 mars 1701
- Thomas Wharton (1er marquis de Wharton) 23 janvier 1702 – 1702
- William Cheyne (2e vicomte Newhaven) 18 juin 1702 – 1702
- Scroop Egerton (1er duc de Bridgewater) 14 janvier 1703 – 1711
- Henry Grey (1er duc de Kent) 1711 – 1712
- William Cheyne (2e vicomte Newhaven) 22 mai 1712 – 1714
- Scroop Egerton (1er duc de Bridgewater) 8 décembre 1714 – 1728
- Richard Temple (1er vicomte Cobham) 23 février 1728 – 1738
- Charles Spencer (3e duc de Marlborough) 26 janvier 1739 – 20 octobre 1758
- Richard Grenville-Temple (2e comte Temple) 15 janvier 1759 – 1763
- Francis Dashwood (11e baron le Despencer) 16 mai 1763 – 11 décembre 1781
- Philip Stanhope (5e comte de Chesterfield) 5 janvier 1782 – 1782
- George Nugent-Temple-Grenville (1er marquis de Buckingham) 8 avril 1782 – 11 février 1813
- Richard Temple-Nugent-Brydges-Chandos-Grenville (1er duc de Buckingham et Chandos) 9 mars 1813 – 17 janvier 1839
- Robert Carrington (2e baron Carrington) 1er février 1839 – 17 mars 1868
- Richard Temple-Nugent-Brydges-Chandos-Grenville (3e duc de Buckingham et Chandos) 23 juillet 1868 – 26 mars 1889
- Nathan Mayer Rothschild (1er baron Rothschild) 20 mai 1889 – 31 mars 1915
- Charles Robert Wynn-Carington 10 mai 1915 – 1923
- Thomas Fremantle (3e baron Cottesloe) 10 juillet 1923 – 1954
- Sir Henry Aubrey-Fletcher, 6e baronnet 28 juin 1954 – 1961
- Henry Floyd (5e baronnet) 27 juillet 1961 – 5 novembre 1968
- John Darling Young 9 mai 1969 – 1984
- John Fremantle (5e baron Cottesloe) 1984–1997
- Sir Nigel Mobbs 1997 – 21 octobre 2005
- Sir Henry Aubrey-Fletcher, 8th Baronet 2006–présent